# José Rocha
José Luis Rocha – meksykański zapaśnik walczący w obu stylach. Zdobył srebrny medal w stylu klasycznym na igrzyskach Ameryki Środkowej i Karaibów w 1982. W stylu wolnym wywalczył czwarte miejsce.